# Richtlinie für die Gebiets- und Gewässerverschlüsselung
Die Richtlinie für die Gebiets- und Gewässerverschlüsselung wurde 2005 vom Unterausschuss Gewässerverschlüsselung in der Wasserrahmenrichtlinie  der Länderarbeitsgemeinschaft Wasser (LAWA) erarbeitet. Nach ihren Vorgaben werden in den Informationssystemen der Bundesländer die Gewässereinzugsgebiete sowie die natürlichen und künstlichen, fließenden und stehenden Gewässer (Gewässerkennzahl) mit einer Identifikationsnummer verschlüsselt.